# キリマンジャロの雪

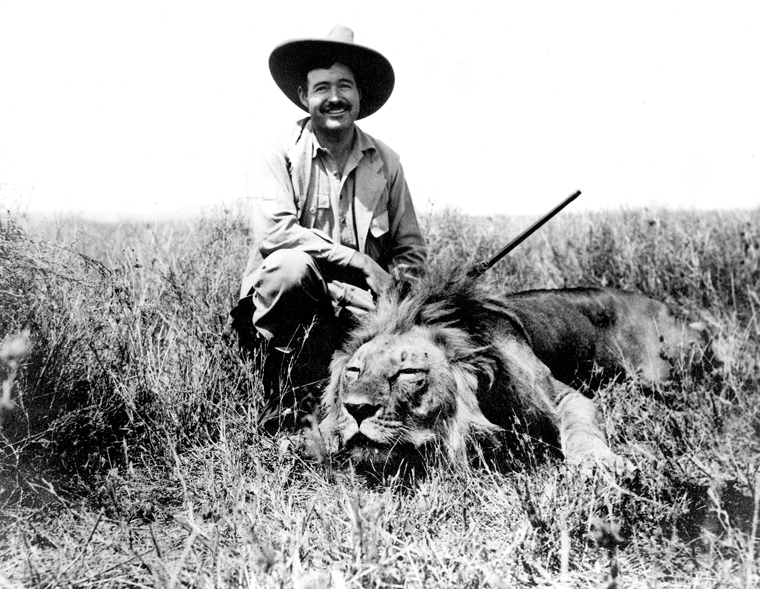
サファリで狩猟するヘミングウェイ
1934年

『キリマンジャロの雪』（キリマンジャロのゆき、The Snows of Kilimanjaro）は、1936年にアーネスト・ヘミングウェイが発表した短編小説である。1952年に映画化された。

## あらすじ
アフリカのキリマンジャロ山は、別名「神の家（ンガジェガ）」ともよばれている。その頂近くに、不毛の頂上を目指し登り、力尽きて死んだ豹の亡骸があるという。豹が何を求めて頂上を目指したのか、知る者はない。
アフリカで狩猟をしていた小説家ハリー・ストリートは、脚の壊疽で瀕死の状態にあった。救援を呼んだが間に合いそうもない。死を悟ったハリーは、看護する妻ヘレンの制止を振り切り自棄酒を始めた。ハリーは酔い、ヨーロッパ大陸の各所で過ごした日々を回想する。そして、多くの体験をしておきながら、著作家としてほとんど何も書き残していなかったことを後悔し、慰めるヘレンに八つ当たりをした。ハリーは眠りにつき、その夢の中で救援の飛行機に乗って光あふれる大空へと飛立った。そして、飛行機はキリマンジャロを、「神の家」をめざす。
一方、ヘレンが目覚めたとき、そこには闇と、「ハリーだった」ただの物体と、あざ笑うようなハイエナの鳴き声が残るのみだった。

## ヘミングウェイの第一回東アフリカ旅行
1929年に刊行された「武器よさらば」（"A Farewell to Arms"1929）と
1940年に出版された「誰がために金は鳴る」（"For Whom the Bell Tolls"1940)、この二つの大作の間の約10年はアーネスト・ミラー・ヘミングウェイ（Ernest Miller Hemingway)の人生と作品にとって、大きな停滞と転換の期間であったことは間違いない。そしてその期間こそ二回目の結婚相手、ポーリン・ファイファー（Pauline Pfeiffer）との結婚生活の13年の中にスッポリはまった10年間であったと言えるだろう。
　思い出深いパリを離れ、内助を尽くしてくれた姉さん女房のエリザベス・ハドリー（Elizabeth Hadley）とも離婚、恩人である先輩作家たちとも気まずく決別して、キーウェストへ移り住んだ人生の転機の時期だった。しかし、そんな時代にあっても、何かが発芽する兆しは確かにあった。それがアフリカ　サファリを舞台にした三作、「アフリカの緑の丘」
("The Green Hills of Africa"1934）「フランシス・マカンバーの短い幸福な生涯」（"The Short Happy Life Francis Macomber"1938)と本書「キリマンジャロの雪」（"The Snows of Kilimanaro"1935)のアフリカシリーズだ。中でも一番後に発表された「キリマンジャロの雪」は長編になるべき人生の物語をわずか一日に圧縮して描く意欲作であった。「われらの時代」（"In Our Time"1924)で身につけたスケッチの手法を駆使して文章を凝縮させたり、行間に古典文学への造詣を匂わせたり、実在の人物や事件が紙面から透けて見えたりするようにしたり、全面に技巧と知識と見聞がちりばめられている。

## 映画
『キリマンジャロの雪』は1952年に映画化された。現在、アメリカでは著作権は消失し、パブリックドメインとなっている。

### あらすじ
キリマンジャロ山のふもとで狩猟をしていた小説家ハリー・ストリートは、脚の壊疽で瀕死の状態にあった。ハリーは自身の人生を振り返り、4人の女性とのロマンスを思い出す。
最初の恋人コニーとの辛い別れを忘れようと、ハリーはヨーロッパに旅立つ。そして、パリのモンパルナスでシンシアと出会い、この恋をきっかけに小説家としての第一歩を踏み出した。ハリーはシンシアとアフリカに狩猟に出かけるが、そこでシンシアを流産させてしまう。ほどなくシンシアはハリーの元を去った。しばらくして、ハリーはリヴィエラで伯爵夫人リズと出会い、情熱的な恋に落ちるも長続きはしなかった。スペイン内戦の義勇兵に志願したハリーは、そこで看護婦をしていたシンシアと再会した。二人は再び愛し合うも、シンシアはハリーが見守るなか命を落とす。ハリーはシンシアの面影を持つヘレンと結婚し、ようやく安らぎを得た。
徐々にハリーは衰弱していく。ヘレンは夫を救おうと手術を試みる。そのときようやく救援機が到着した。

### キャスト
| 役名               | 俳優                 | 日本語吹き替え | 日本語吹き替え |
| 役名               | 俳優                 | NETテレビ版    | テレビ朝日版   |
| ------------------ | -------------------- | -------------- | -------------- |
| ハリー・ストリート | グレゴリー・ペック   | 城達也         | 城達也         |
| ヘレン             | スーザン・ヘイワード | 三条美紀       | 藤田弓子       |
| シンシア・グリーン | エヴァ・ガードナー   | 翠準子         | 翠準子         |
| リズ伯爵夫人       | ヒルデガード・ネフ   |                |                |
| アンクル・ビル     | レオ・G・キャロル    |                |                |
| ジョンソン         | トリン・サッチャー   |                |                |
| エミール           | マルセル・ダリオ     |                |                |
| ハリー（17歳）     | チャールズ・ベイツ   |                |                |

- NETテレビ版：初回放送1969年9月20日『土曜映画劇場』
- テレビ朝日版：初回放送1978年11月26日『日曜洋画劇場』